# Alyxia tetraquetra
Alyxia tetraquetra är en oleanderväxtart som beskrevs av Markgraf. Alyxia tetraquetra ingår i släktet Alyxia och familjen oleanderväxter. Inga underarter finns listade i Catalogue of Life.